# Дислипидемија
Дислипидемија је метаболички поремећај који се карактерише абнормално високим или ниским количинама било ког или свих липида (нпр. масти, триглицерида, холестерола, фосфолипида) или липопротеина у крви.
Дислипидемија је фактор ризика за развој атеросклеротичних кардиоваскуларних болести, које укључују коронарне артеријске болести, цереброваскуларне болести и болести периферних артерија.Иако је дислипидемија фактор ризика за кардиоваскуларне болести, абнормални нивои не значе да треба одмах започети са применом лекова за снижавање липида.
Други фактори који се узимају  у обзир, поред дислипидемије, у процени кардиоваскуларног ризика  су коморбидна стања и начин живота.
У развијеним земљама света, већина дислипидемија су хиперлипидемије; односно метаболички поремећај који карактерише повишење нивоа липида у крви, најчешће узрокован неправилном  исхраном и начина живота. Продужено повећање инсулинске резистенције такође може довести до појаве дислипидемије.